# Турија (Делчево)
Турија (мкд. Турија) је насеље у Северној Македонији, у источном делу државе. Турија је у саставу општине Делчево.

## Географија
Турија је смештена у источном делу Северне Македоније. Од најближег града, Делчева, насеље је удаљено 18 km западно.
Насеље Турија се налази у историјској области Пијанец. Насеље се развило на севеозападним падинама планине Голак, док северно од ње протиче река Брегалница. Надморска висина насеља је приближно 700 метара. 
Месна клима је планинска због знатне надморске висине.

## Становништво
Турија је према последњем попису из 2002. године имала 102 становника.
Претежно становништво у насељу су етнички Македонци (100%).
Већинска вероисповест месног становништва је православље.